# Фојнички грбовник
Фојнички грбовник је један од најпознатијих зборника грбова у серији Илирске хералдике. Једини је и најстарији зборник грбова који је сачуван на територији Босне и Херцеговине. Фојнички грбовник је скуп грбова југословенских земаља, и босанских и српских краљева и племића. Садржи укупно 139 грбова. На његовој првој страници је то написано да је грбовник је написао поп Станко Рубчић 1340. у част цара Душана. Радиокарбонско датирање грбовника из 2016. године којим су датирани два узорка закључило je: дебели папир 1635–1662, и танки папир 1695–1917.
Изворни назив ове књиге је Родословје Босанскога, алити Илиричкога и Серпскога владаниа; заједно постављено по Станиславу Рубчићу попу. На славу Стипана Немањића, цара Сербљена и Бошњака 1340. Име 'Фојнички грбовник' је добио јер се од давнина чува у фрањевачком манастиру у Фојници.

## Грбови
Обласни грбови које садржи су: Македонија (Macedoniae), Илирија (Vllvriae), Босна (Bosnae), Далмација (Dalmatie), Хрватска (Crovatiae), Славонија (Slavoniae), Бугарска (Bvlgariae), Србија (Svrbiae), Рашка (Rasciae) и Изворне земље (Раме) (Primordiae).
Владарски и племићки породични грбови које садржи су: Котромановић (Kotromanouic), Немањић (Nemagnichc), Мрњавчић (Mergniavcictc), Твртковић (Tvartkovich), Грабљановић (Grebeglianvictc), Бранковић (Brankovictc), Крстић (Hcarstictc), Кастриотић (Castriotichc), Црноевић (Zarnoevichc), Баошић (Baoxichc), Косачић (Cosacichc), Хапуовић (Hapvovichc), Јабланић (Iablanichc), Жимраковић (Ximracovch), Омучевић (Ohvmvchieuichc), Бурмасовић (Bvrmasovicic), Ковачић (Covacichc), Костањић (Kostagnichc), Качић (Kacichc), Војновић (Voÿnovichc), Звиездић (Sviesdichc), Владиморић (Vladmirouichc), Златоносовић (Slatonosovichc), Богашиновић (Bogasinovichc), Копјевић (Kopievvichc), Дукагиновић (Dvcaginovichc), Тасовчић (Tasovvcichc), Зорановић (Zoranovichc), Ћорић (Cihorich), Новаковић (Novakovich), Радиеловић (Radielovich), Жаркоевић (Xarkoevich), Билошевић (Biloxevich), Маовлашић (Morovlaxich), Боснић (Bosnich), Бисаљић (Bisaglich), Матејковић (Matheikovich), Груповић (Grvpkovich), Ресић (Resich), Дињић (Dicnich), Облачић (Oblacich), Сладоевић (Sladoevich), Копчић (Kopcich), Драшоевић (Draxoevich), Гојковић (Goikovich), Рубчић (Rvbcich), Милиеновић (Milienovich), Дињичић (Dignicich), Маргуитић (Margvitich), Сојмировић (Soymirovich), Љубетић (Livbeticch), Грубчевић (Grvbcevich), Сагриеловић (Sagrielovich), Љубибратић (Livbibratich), Предоевић (Predoevich), Шестокриловић (Sciestokrilouich), Свилоевић (Sviloievich), Соколовић (Sokolovich), Ситничанић (Sitnicianich), Рушчиеревић (Rvscierevich), Аљинић (Halenich), Сестричић (Sestricich), Пажачић (Paxacicch), Јамометовић (Yamometovich), Кутловић (Kvtlovicch), Станковић (Stankovichc), Клешчић (Klescicch), Вукотић (Vvkoticch), Кукретић (Kvkreticch), Тичиновић (Tihcinovicch), Дескоевић (Deskoevicch), Пармезановић (Parmekanovicch), Вуковић (Vvkovicch), Дебељић (Debeglicch), Угриновић (Ugrinovicch), Дебељић (Debeglicch), Брзоевић (Barzoevicch), Мириловић (Mirilovicch), Смокровић (Smokrovicch), Враничић (Vranicich), Бибић (Bibich), Вилић (Vilicch), Маљевић (Maslovicch), Еклић (Eklicicch), Бакчић (Bakcicch), Крушичевић (Krvxichievicch), Кнезовић (Knesovicch), Браниловић (Branilovicch), Алауповић (Alavpovicch), Влашић (Vvlascicch), Радмировић (Radmirouicgivanouicch), Косовић (Kosovicch), Шубић (Svbicch), Крагуевић (Kragvenicch), Судић (Svdicch), Мокровић (Mokrovicch), Рајковић (Raykovicch), Красоевић (Krasoevicch), Нимичић (Nimicicch), Богупанковић (Bogopankovicch), Еузебловић (Evseblovicch), Ћубретић (Civbreticch), Војковић (Voÿkovicch), Толишић (Toliscicch), Тежевчић (Texevvcicch), Хваоковић (Hvaokovicch), Сенчевић (Sencevicch), Франкопановић (Frankopanovicch), Преласовић, Биелоперовић (Bieloperovicch), Гиендисалић (Giendisaglicch), Крижић (Krixicch), Меклинић (Mechlinicch), Тарзаровић (Tarzarovicch), Храбренковић (Hrabrenovicch), Дидловић (Didlovicch), Грубиесевић (Grvubiesevicch), Ждраловић (Xdralovicch), Томановић (Tomanovicch), Градановић (Gradanovicch), Глумчић (Glvmcicch), Крајчиновић (Kraiicinovicch), Жантић (Xantigch), Жупановић (Xvpanovicch), Добријевић (Dobrievich), Неорић (Neorich), Цетињанић (Zetignianich).

## Аутентичност
Иако аутор ове књиге ставља 1340. годину као време када је књига написана, Александар Соловјев га датира у период између 1675. и 1688, што га чини знатно каснијим преписом давно изгубљеног оригинала Охмучевићевог грбовника.